# Димитрий Солунский (икона XII века)
«Димитрий Солунский» — русская икона домонгольского периода, написанная в XII веке. В настоящее время находится в собрании Государственной Третьяковской галереи.
Согласно новому каталогу Третьяковской галереи 2020 года передатирован началом XIII века.

## История
Икона происходит из Успенского собора города Дмитрова в котором находилась в нижней церкви святого Димитрия Солунского, устроенной в 1714 году. Из церкви икона в 1919 году поступила в краеведческий музей Дмитрова. Раскрыта в 1924—1928 годах Г. О. Чириковым, В. О. Кириковым и П. И. Юкиным в Центральных государственных реставрационных мастерских. В 1930 году из краеведческого музея икона поступила в собрание Государственной Третьяковской галереи.
Икона датируется концом XII — началом XIII века. Её происхождение связывают Владимиро-Суздальской Русью. Предание связывает икону с заказчиком строительства первого Успенского собра Дмитрова — князем Всеволодом Большое Гнездо, в крещении Дмитрием. Возможным подтверждением этого является владельческий знак Всеволода, изображённый на троне святого Димитрия, однако он был переписан в XVI веке. По мнению директора музея древнерусской культуры и искусства имени Андрея Рублёва Г. В. Попова икона являлась храмовой в древней Димитровской церкви Дмитрова. Академик В. Н. Лазарев отмечает, что крупный размер иконы указывает, что она относится к настенным или настолпным образам, которые ставили в киотах у северной и южной стен церкви, а также у восточных столбов.
В популярных изданиях тиражируется предположение В. И. Антоновой о том, что святой наделён портретным сходством с князем Всеволодом-Дмитрием. В. Н. Лазарев считал это предположение необоснованным.

## Иконография
На иконе Димитрий Солунский представлен сидящим на троне с венцом на голове. В руках у него меч, наполовину извлечённый из ножен. В левом верхнем углу иконы находится фигура Иисуса Христа на фоне облачного неба, а в правом верхнем углу — ангел, несущий Димитрию мученический венец.
Икона сильно пострадала от времени и записей. От первоначальной живописи XII века сохранилось: образ Спас в облаках, голова, правая рука с мечом, торс, левая рука до локтя, тельник и ноги до ступней святого Димитрия. Остальные части изображения святого, летящий ангел и трон относятся к XIV—XVI векам. Первоначально икона имела серебряный фон. При раскрытии иконы в 1920-е годы было уничтожено оригинальное изображение XII века в виде киноварного гайтана с энколпием, находившееся на шее святого, которое было ошибочно отнесено к позднейшей записи.
Относительно образа святого Димитрия на иконе академик В. Н. Лазарев указывает, что «художник, видимо, хотел подчеркнуть душевную стойкость воителя и его бесстрашие. Монументальная, спокойная фигура полна силы; в жесте правой руки, вынимающей меч из ножен, чувствуется огромная внутренняя собранность».
Икона написана на липовой доске. Сохранилась древняя набивная шпонка, прибитая деревянными гвоздями к верхнему торцу. На задней стороне иконы — врезные шпонки позднего происхождения. Иконная доска имеет ковчег, на неё наклеена паволока.